# 科洛迪伊夫卡 (特諾皮爾州)
49°28′18″N 25°54′41″E / 49.47167°N 25.91139°E
科洛迪伊夫卡（羅馬化：Kolodiivka）是烏克蘭的村落，位於該國西部捷爾諾波爾州，由捷尔诺波尔区負責管轄，始建於1568年，面積4.03平方公里，2001年人口1,110，人口密度每平方公里275.4人。